# Моонзундская оборонительная операция
Моонзу́ндская оборони́тельная опера́ция — оборона советскими войсками Моонзундских островов во время Великой Отечественной войны, продолжавшаяся 6 сентября — 22 октября 1941 года. Соответствующие наступательные операции немецких и финских войск: основная — «Беовульф» (нем. Unternehmen Beowulf); частные операции отвлечения — «Зюйдвинд», «Вествинд», «Нордвинд».

## Военно-стратегическая ситуация

### Бомбардировки Берлина
С началом войны лётчики люфтваффе совершали полёты вглубь советской территории, осуществив первый массированный авианалёт на Москву уже 22 июля. При этом немецкое командование полагало, что угрозы ответных налётов со стороны советской авиации не существует. Министр пропаганды Германии Геббельс объявил о полном разгроме советской авиации, а главнокомандующий люфтваффе Геринг заявил: «Ни одна бомба никогда не упадёт на столицу рейха!».
Советское командование решило опровергнуть немецкую убеждённость в неуязвимости с воздуха столицы Германии и продемонстрировать возможности своей авиации, совершив налёт на Берлин. Единственным ещё не оккупированным на это время местом, откуда Берлин был досягаем, оставался только Моонзундский архипелаг. В обстановке строжайшей секретности 3 августа в бухту Куресааре (Кингисепп) острова Эзель (Саремаа) прибыл караван малых судов из Кронштадта с амуницией и материально-техническим обеспечением. 1300-метровая грунтовая взлётно-посадочная полоса аэродрома Кагул была расширена для возможности действия тяжёлых бомбардировщиков. В период с 7 августа по 5 сентября советские бомбардировщики ДБ-3, ДБ-ЗФ (Ил-4), ТБ-7 и Ер-2 ВВС Балтийского флота и ВВС РККА совершили 10 групповых налётов на Берлин и запасные цели. Всего было сброшено 311 бомб общим весом 36 050 кг, в том числе на Берлин — 21 тонна. Потери советской авиации составили 17 самолётов. Это была первая значимая, хоть и символическая, победа.
Бомбёжки Берлина сильно озаботили немцев. Вскоре после первых налётов Гитлер потребовал от своего командования:
Совместными усилиями соединений сухопутных войск, авиации и военно-морского флота ликвидировать военно-морские и военно-воздушные базы на островах Даго и Эзель, и в первую очередь — аэродромы, с которых производятся налёты на Берлин.
После потери советскими войсками Таллина и перехода флота в Кронштадт 27-29 августа снабжение авиагруппы стало невозможным и налёты прекратились.

### Положение к началу операции
После оставления советскими войсками ВМБ Лиепаи и Вентспилса 27 июня и Риги 1 июля, корабли КБФ ушли в порты Моонзундских островов и в Таллин. Базируясь на Моонзундских островах, ОЛС КБФ вёл действия по нарушению коммуникаций противника в Рижском заливе.
В конце августа, когда немцы прорвались к Таллину, Ставка Верховного Главнокомандования приняла решение об эвакуации Таллина, гарнизона Моонзундских островов и ВМБ Ханко. Но это решение выполнено было только в части советских войск в Таллине. 28 августа 1941 года советские войска покинули Таллин и с большими потерями в людях, в боевых кораблях и в транспортных судах в ходе Таллинского перехода были доставлены в Ленинград. Эвакуация гарнизона Моонзундских островов не производилась, так как из-за понесённых потерь средств для продолжения эвакуации не было.
На начало августа в оперативном подчинении ОВР БОБР было по дивизиону мобилизованных тихоходных тральщиков и катерных тральщиков, а также группа сторожевых кораблей:
- 8-й днттщ: «ижорцы»[2] № 21, 22, 23, 25, 26, 29, 33, 34, 31, 83, получившие номера с 80 по 89, и ГИСУ «Гидрограф»[3]
- 13-й днкатщ: 13 катерных тральщиков типа КМ[4]
- группа СКР: «Снег», «Туча»[5], «Вирсайтис»

Все СКР в конце августа ушли в Таллин и участвовали в переходе флота в Кронштадт.

## Силы сторон

### РККА и РККФ
- 3-я отдельная стрелковая бригада 8-й армии Северо-Западного фронта (около 6500 человек)
- отдельные части: батальон моряков, 2 батальона 249-го стрелкового полка 16-й стрелковой дивизии, эстонский стрелковый батальон, 4 отдельные роты, подразделения погранотряда
- 142 орудия береговой, полевой и зенитной артиллерии, 60 миномётов, 795 пулемётов

- 55 орудий береговой артиллерии — 16 батарей, в том числе: 3 четырёхорудийные башенные 180-мм, 1х152-мм, 8х130-мм, 3х100-мм

- лёгкая бронетехника: взвод химических танков (4-5 штук), 2 танкетки, 5-6 блиндированных трактора
- 12 самолётов-истребителей
- 4 отдельных инженерных батальона
- 6 торпедных катеров, 17 тральщиков, 6 мотоботов, буксир, транспорт

Всего: 23 663 человек.
Руководитель обороны — комендант береговой обороны Балтийского района (БОБР) генерал-лейтенант береговой службы А. Б. Елисеев, военный комиссар БОБР — дивизионный комиссар Г. Ф. Зайцев, начальник штаба БОБР — подполковник А. И. Охтинский.

### Вермахт и финские силы
- 61-я и 217-я пехотные дивизии 18-й армии Группы армий «Север»
- финский батальон
- полевая артиллерия
- до 60 самолётов
- инженерные части: 2 сапёрных полка, 1 понтонный полк

Всего: свыше 50 тыс. человек.
- до 350 различных десантно-высадочных средств: 128-й моторизованный паромный батальон (26 паромов типа «Зибель»), 182 штурмовых бота, 140 катеров
- крейсера «Лейпциг», «Кёльн», «Эмден»; флотилия миноносцев, 2 флотилии торпедных катеров, 2 флотилии тральщиков, флотилия охотников за подводными лодками, семь плавучих батарей (тяжёлые и лёгкие)

#### Частные операции отвлечения
Зюйдвинд
- 50 небольших судов (транспорты, миноносцы, сторожевые катера)

Вествинд
- 2-я флотилия эсминцев, 2-я и 3-я флотилия торпедных катеров, 3 транспорта, 3 сторожевых катера, 3 катерных тральщика

Нордвинд
- финские: броненосцы береговой обороны «Ильмаринен», «Вяйнемяйнен»; 4 сторожевых катера типа VMV (1, 14, 15, 16); ледоколы «Яякарну», «Тарма»; 1 транспорт
- немецкие: минный заградитель «Бруммер»; 5 сторожевых катера; буксиры «Мокаун», «Тайфун»

## Ход операции
- 6 сентября немцы с побережья Эстонии начали боевые действия по захвату Моонзундских островов. В тот же день советские береговые батареи острова Осмуссар отразили попытку высадки вражеского десанта.
- 8 сентября немцам удалось высадиться на острове Вормси и захватить его после трехдневных боев.
- В ночь с 13 на 14 сентября немцы высадили планерный десант для захвата советской береговой батареи № 43 на полуострове Кюбассаар (остров Эзель). Эта операция оказалась единственной немецкой воздушно-десантной операцией на Восточном фронте. 10 планеров высадили часть роты полка специального назначения Бранденбург-800 (по советским данным, 125 человек), но запланированная одновременно высадка морского десанта не состоялась (при потере ориентировки отряд кораблей подошёл к берегу в другом месте). Командир батареи организовал силами артиллеристов отпор, десант был прижат к берегу и только массированная поддержка люфтваффе спасла его от уничтожения, он продержался весь день 14 сентября и с наступлением темноты был эвакуирован на корабли, потери составили 12 убитых, 4 пропавших без вести, 6 раненых.[6]
- 14 сентября началась высадка войск противника на остров Муху, гарнизон которого оборонялся 4 суток.
- 17 сентября развернулись бои на острове Саремаа. Советское командование, не имея возможности задержать наступление врага на широком фронте, отвело войска на удобный для обороны полуостров, где были подготовлены оборонительные позиции. Упорные бои здесь продолжались около 2 недель. В ночь на 3 октября небольшая часть гарнизона полуострова Сырве была эвакуирована на остров Хийумаа (Даго). 5 октября немцы захватили взорванную береговую батарею №315 и раненым взяли в плен её командира капитана А. Стебеля.
- 12 октября немцы высадились на остров Хийумаа (Даго), где также развернулись ожесточённые бои. По приказу Военного совета Балтийского флота гарнизон острова Хийумаа 14-22 октября был частично (570 человек) на мотоботах эвакуирован на полуостров Ханко.

## Потери сторон
Подавляющая часть советских войск, оборонявших архипелаг, погибла или попала в плен. Потери советских войск составили: БОБР — 2 760 человек безвозвратными, 12 875 человек — попавшими в плен, до 570 человек были эвакуированы на Ханко и около 150 человек сумели добраться до Швеции, где были интернированы. Северный укреплённый сектор — около 3 800 человек пленными, 230 человек погибшими, остальные эвакуированы или пропали без вести.
Потери немецких войск известны только частично: с 9 сентября по 5 октября они составили убитыми — 18 офицеров и 454 унтер-офицера и рядовых, ранеными — 47 офицеров и 1 443 унтер-офицеров и рядовых, пропавшими без вести — 92 рядовых. Есть и более высокие данные о немецких потерях в живой силе — 1 850 человек общих потерь. Было сбито и повреждено 63 немецких самолёта.

## Результаты
Советские войска упорной обороной островов препятствовали действиям немецкого флота в Рижском и Финском заливах, отвлекли значительные силы противника, ослабив тем самым его группировку, наступавшую на Ленинград.

## Танки на Моонзунде
Известно об участии импровизированных бронированных машин при обороне Моонзундских островов. Так, в целях усиления огневой обороны, защитники островов по собственной инициативе построили из тракторов 4 танка, вооружённых пулемётами.
После войны бывший в 1941 году переводчиком одного из двух эстонских батальонов БОБР островитянин А.Клаас вспоминал:

…трактор-танк был построен в Курессаарском ремесленном училище под руководством мастеров Хельги и Оясауна. Основой танка послужил трактор типа НАТИ, взамен кабины и капота была изготовлена непроницаемая для пуль надстройка. Опытным путём было установлено, что шестимиллиметровый стальной лист, даже взятый вдвое или втрое, не защищает от винтовочной пули. Тогда мастера избрали такой способ: между двумя стальными листами оставляли промежуток в 3 — 4 сантиметра и заливали его цементом. Эти плиты защищали даже от бронебойных пуль. Вся надстройка танка была сварена из плоских кусков плиты, так как в условиях училища гнуть плиты было невозможно. Не удалось сделать и вращающуюся башню — пришлось с каждой стороны башни проделать отверстие для стрельбы, из которого можно было высунуть дуло винтовки или лёгкого пулемёта. В танке могло поместиться трое. Всего в Курессаарском ремесленном училище было построено три таких танка.

К настоящему времени документально подтверждено наличие в сентябре — октябре 1941 года на островах Моонзундского архипелага одного взвода химических танков. 2 танкеток и 5 или 6 импровизированных боевых бронированных машин. Согласно же данным противника, общее количество захваченных советских бронеединиц на островах равнялось 18.

## Фотографии
- Убитый немецкий лейтенант во время наступления на Курессааре